# شرکت رادیو و تلویزیون اردن
شرکت رادیو و تلویزیون اردن (عربی: الأردنية) شرکت دولتی رسانه‌ای اردنی است، که در سال ۱۹۶۸ تأسیس شد.